# Tả Hiếu Hữu
Tả Hiếu Hữu (Trung văn giản thể: 左孝友; bính âm: Zuǒ Xiào Yǒu, ?-?), người Tề quận, là một thủ lĩnh khởi nghĩa nông dân trong thời kỳ Tùy mạt Đường sơ trong lịch sử Trung Quốc.

## Khởi nghĩa
Năm 614 thời Tùy Dạng Đế, nhân tình hình loạn lạc ở Tề quận, Tả Hiếu Hữu nổi dậy khởi nghĩa tại Tồn Cẩu Sơn, bộ chúng hơn 10 vạn người. Quận thừa Tề quận là Trương Tu Đà cùng thuộc hạ là Tần Thúc Bảo, La Sĩ Tín dẫn quân trấn áp, Tả Hiếu Hữu sau đó đầu hàng.
Tuy nhiên các tướng của Tả Hiếu Hữu là Giải Tượng, Vương Lương, Trịnh Đại Bưu,... cùng hơn vạn quân không chịu hàng, bị Trương Tu Đà tiêu diệt. Sau khi dẹp được khởi nghĩa nông dân tại quận Tề, Trương Tu Đà được nhà Tùy thăng Tề quân Thông thủ kiêm Hà Nam đạo thập nhị quận Truân Trắc Thảo bộ Thái sử.

## Hình tượng trong văn học

### Tùy Đường diễn nghĩa
Trong tiểu thuyết Tùy Đường diễn nghĩa, Tả Hiếu Hữu được nhắc đến trong Hồi 37, cùng một loạt các thủ lĩnh khởi nghĩa nông dân khác.

### Đại Đường Song Long Truyện
Trong tiểu thuyết võ hiệp-lịch sử Đại Đường Song Long Truyện của Hoàng Dị, Tả Hiếu Hữu xuất hiện trong Chương 252. Trong tiểu thuyết này, sau khi khởi nghĩa thất bại, Tả Hiếu Hữu trở thành một tướng lĩnh dưới quyền Ngô đế Lý Tử Thông. Tả Hiếu Hữu được mô tả ...áng chừng khoảng ngoài tứ tuần, tướng tá cao gầy, mặt mũi phong sương.
Tả Hiếu Hữu sau này theo lệnh Lý Tử Thông xuất thủy quân theo đường Vận Hà công kích thành trì của Thiếu Soái Quân của thủ lĩnh Khấu Trọng (nhân vật chính của truyện) và bị đánh bại. Tả Hiếu Hữu sau đó đầu hàng Khấu Trọng và trở thành một trong Thập Đại Trấn Tướng của Thiếu Soái Quân, tham gia nhiều chiến dịch lớn nhỏ.